# V587 Возничего
V587 Возничего (лат. V587 Aurigae) — одиночная переменная звезда в созвездии Возничего на расстоянии приблизительно 4909 световых лет (около 1505 парсеков) от Солнца. Видимая звёздная величина звезды — от +11,49m до +11,44m.

## Характеристики
V587 Возничего — белая пульсирующая переменная звезда типа Дельты Щита (DSCTC:) спектрального класса A0:. Масса — около 2,95 солнечной, радиус — около 4,8 солнечных, светимость — около 46,179 солнечных. Эффективная температура — около 6866 K.